# 諸葛四郎—英雄的英雄
《諸葛四郎－英雄的英雄》是一部2022年上映的台灣賀歲動畫電影。改編自台灣漫畫家葉宏甲開始於1958年《漫畫大王》（後改名為《漫畫週刊》）上連載的漫畫系列作品。

## 配音人員
參考來源：
- 王辰驊 聲演 諸葛四郎
- 蔣鐵城 聲演 真平
- 王希華 聲演 桂王
- 宋克軍 聲演 山盟將軍
- 夏治世 聲演 海誓將軍
- 李勇 聲演 青海伯
- 林協忠 聲演 2377
- 馬伯強 聲演 5276
- 薛晴 聲演 小草
- 林谷珍 聲演 樵夫
- 黃子佼 聲演 笑鐵面
- 吳姍儒 聲演 玉兒公主
- 閻金美 聲演 老婆婆
- 王華怡
- 孫若薇
- 張至超
- 姜先誠
- 賴緯
- 徐偉翔

## 製作人員
- 出品：童年漫畫股份有限公司
- 原著：葉宏甲
- 監製/製片：葉佳龍
- 顧問：吳念真、藍祖蔚、李永豐
- 原著改編：紙風車劇團
- 劇本：林于竣
- 導演：林于竣、劉育樹
- 後期導演：莊永新
- 動畫總監：黃中軍
- 專案總監：李佐基
- 美術統籌：姚曉涵
- 剪輯指導：吳梵霖
- 聲音指導：杜篤之、吳書瑤
- 配音導演：王景平
- 音樂總監：柯智豪
- 特效：張瀞允
- 主題曲：「英雄」盧廣仲、柯智豪
- DI後期總監：歐陽敏
- 調光：曲思義
- 海報設計：許品詩
- 發行：牽猴子股份有限公司

## 發行
本片於2022年1月28日在台灣上映。